# Federalist-Artikel Nr. 9

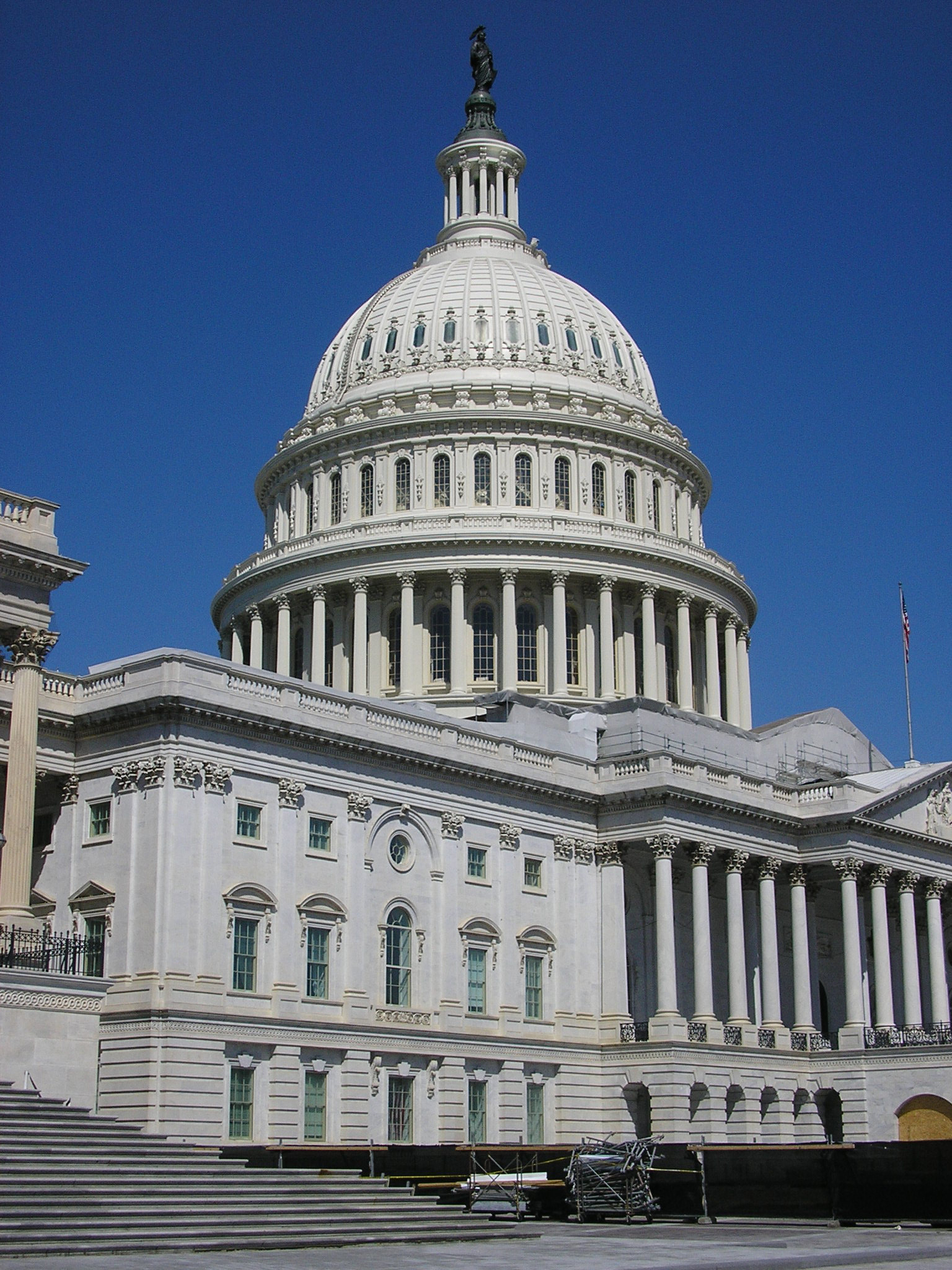
Das Kapitol in Washington.

Der Federalist-Artikel Nr. 9 ist der fünfte von Alexander Hamilton, einem der Gründerväter der Vereinigten Staaten, verfasste Essay in einer Reihe von 85 Aufsätzen, die 1787–88 in den Zeitungen Independent Journal, New York Packet und Daily Advertiser erschienen und unter dem Namen Federalist Papers gesammelt veröffentlicht wurden.
Artikel Nr. 9 erschien im November 1787 unter dem Titel Der Nutzen der Union als Schutz vor Faktionen und Aufständen im Inneren (The Union as a Safeguard Against Domestic Faction and Insurrection) im Independent Journal unter dem Pseudonym „Publius“. Die Diskussion wird von James Madison im Federalist-Artikel Nr. 10 fortgesetzt.

## Geschichtlicher Hintergrund
Die 1777 verabschiedeten Konföderationsartikel (Articles of Confederation) der Vereinigten Staaten hatten sich schon wenige Jahre nach ihrer Ratifizierung 1781 als unzureichend erwiesen, um eine effiziente Regierung des Staatenbunds zu gewährleisten. 1787 war die Philadelphia Convention einberufen worden, um die Artikel zu überarbeiten, hatte im Ergebnis aber eine neue Verfassung entworfen. Im September 1787 wurde der Entwurf zur Ratifizierung an Verfassungskonvente in den einzelnen Staaten geleitet. Ab September 1787 agitierten die Gegner der Föderation („Anti-Federalists“) in den Anti-Federalist Papers gegen die Ratifizierung des Verfassungsentwurfs. Diesen entgegneten auf Seiten der Föderalisten die Federalist-Aufsätze von Alexander Hamilton, James Madison und John Jay.

## Inhalt
Hamilton diskutiert die republikanische Regierungsform sowohl auf dem Hintergrund der antiken Demokratien als auch der Gedanken Montesquieus, aus dessen 1748 erschienenem Werk Vom Geist der Gesetze er ausgiebig zitiert.

### Gewaltenteilung sowiechecks and balancesstabilisieren die Republik
Dem Argument, die antiken Republiken seien nicht dauerhaft stabil geblieben, hält er die Fortschritte der politischen Wissenschaft entgegen, welche die vorgesehene politische Ordnung festigen würden: die Gewaltenteilung, die Einführung von gegenseitiger Kontrolle und Gleichgewicht in der aus gewählten Abgeordneten bestehenden Legislative sowie unabhängiger Gerichte seien „wirksame Methoden, mit deren Hilfe die vortrefflichen Seiten der republikanischen Regierungsform erhalten, und ihre Mängel verhindert oder ausgeschaltet werden können.“

### Konföderative Republik vereint die Vorteile der Monarchie und des Republikanismus
Die Autoren der Anti-Federalist Papers beriefen sich in ihrer Kritik am Verfassungsentwurf auf die Idee Montesquieus, dass Republiken nur auf begrenztem Territorium langfristig stabil bestehen und regiert werden könnten. Dagegen argumentiert Hamilton, dass schon einige der 13 ehemaligen Kolonien eine größere Fläche besäßen als die Republiken, die Montesquieu sich vorgestellt hatte. Folge man Montesquieu, könne man gleich eine Monarchie errichten oder aber die 13 Gründerstaaten in unzählige winzige commonwealths zerlegen.

“Such an infatuated policy, such a desperate expedient, might, by the multiplication of petty offices, answer the views of men, who possess not qualifications to extend their influence beyond the narrow circles of personal intrigue, but it could never promote the greatness or happiness of the people of America.”

„Eine so törichte Politik, ein so verzweifelter Ausweg, mag den Ansichten von Männern angemessen sein, die in keiner Weise qualifiziert sind, ihren Einfluß über den engen Kreis persönlicher Intrige hinaus geltend zu machen; der Größe oder dem Glück des amerikanischen Volkes dient sie mitnichten.“

Im Detail zitiert der Federalist-Artikel Nr. 9 Montesquieus Argumente für eine konföderative Republik und zeigt so auf, dass die Argumente der Anti-Federalists auf ungenauer Textkenntnis beruhen.
1. Die Verfassung einer föderativen Republik vereinigt alle inneren Vorzüge einer Republik mit der äußeren Macht einer Monarchie.
2. „Sie ist ein Zusammenschluss von Gemeinschaften, die sich als neue Gemeinschaft konstituieren, welche imstande ist, durch Aufnahme neuer Mitglieder zu wachsen, bis sie so mächtig ist, dass sie für die Sicherheit der Gesamtheit sorgen kann.“
3. Eine große Föderation aus vielen Mitgliedsstaaten ist weniger anfällig für die Usurpation der Macht durch einen dominierenden Einzelstaat.
4. Die Gesamtheit der Einzelstaaten könnte bei Unruhen oder Konflikten innerhalb eines Bundesstaates beruhigend einwirken oder eingreifen.
5. „Da dieser Staat sich aus kleinen Republiken zusammensetzt, genießt er im Inneren das Glück, das in jeder einzelnen von ihnen herrscht, und nach außen alle Vorteile einer großen Monarchie.“

Hamilton definiert die föderative Republik als „einen ‚Verbund von Gemeinwesen‘, oder als eine Vereinigung von zwei oder mehr Staaten zu einem Staat“. In diesem Staatenbund sei die getrennte Organisation der Mitgliedsstaaten nicht aufgehoben; diese seien per Verfassung für lokale Fragen zuständig, auch wenn sie der zentralen Autorität der Union völlig untergeordnet seien.

“The proposed Constitution, so far from implying an abolition of the State Governments, makes them constituent parts of the national sovereignty by allowing them a direct representation in the Senate, and leaves in their possession certain exclusive and very important portions of sovereign power – This full corresponds, in every rational import of the terms, with the idea of a Fœderal Government.”

„Im vorliegenden Verfassungsentwurf kann von einer Abschaffung der Einzelstaaten keine Rede sein, vielmehr erhalten sie mit dem Senat eine direkte Vertretung und behalten bestimmte ausschließliche und äußerst wichtige Anteile an der Souveränität. Dies entspricht in jedem vernünftigen Sinn dieses Begriffs vollkommen der Idee eines föderativen Staates.“